# Vlag van Burundi

Vlag van Burundi (ratio 2:3)

De vlag van Burundi werd aangenomen op 28 juni 1967. De groene kleur symboliseert hoop, de witte reinheid en de rode de strijd voor onafhankelijkheid. De vlag wordt door een wit kruis in vier delen verdeeld, twee rode en twee groene delen. In het midden is een cirkel met daarin drie sterren (hexagrammen). Deze sterren staan voor de drie grootste etnische groepen van Burundi: de Hutu's, de Twa en de Tutsi's. De sterren staan eveneens voor de drie woorden uit het nationale motto: eenheid, arbeid en vooruitgang.

## Geschiedenis
Na de onafhankelijkheid van België in 1962 werd het land een monarchie. Er werd een vlag aangenomen met een centraal geplaatste afbeelding van een sorgo-plant met daarboven, deels door de plant heen, een karyenda (een traditionele trommel met bovennatuurlijke krachten). Toen de monarchie op 28 november 1966 werd afgeschaft werd aanvankelijk de afbeelding verwijderd, maar kort daarop werd uitsluitend de afbeelding van een sorgo-plant in het midden teruggeplaatst. Dit bleef zo tot in 1967 de drie sterren op de vlag verschenen. In 1982 werd de hoogte-breedteverhouding van de vlag iets gewijzigd.

? Vlag van het Koninkrijk Burundi, 1 juli 1962 - 28 november 1966
? Vlag van Burundi, 28 - 29 november 1966
? Vlag van Burundi, 29 november 1966 - 28 maart 1967
? Vlag van Burundi, 28 maart 1967 - 27 september 1982
Huidige vlag, op 27 september 1982 aangenomen.